# Anatole Marchal
Anatole Marchal, né à Durnal le 26 décembre 1901 et mort à Bruxelles en 1966, est un écrivain belge d'expression wallonne. 

## Biographie
Il a retranscrit des histoires du temps passé recueillies dans deux volumes : 
- Åu tins des nûtons (Au temps des nutons, 1937) ;
- Li dierinne shijhe (La dernière veillée, 1941) ;
- Sondjreyes dins les schavêyes (Songeries dans les chemins creux, 1951).

Maurice Piron pense qu'Anatole Marchal  a réinvesti dans son terroir dinantais, tout un matériel folklorique composé de légendes et d'êtres fantastiques ou surnaturels […] L'animisme ingénu prêté aux éléments et aux choses, la fraîcheur du coloris font oublier ce qu'il y a d'un peu factice dans ces affabulations nées du désir de recréer le charme du "bon vieux temps".
Il est membre du cercle littéraire dialectal Lès Rèlîs Namurwès.